# Rainer Maria Woelki
Rainer Maria Woekli (Köln-Mülheim, 1956. augusztus 18. –) német bíboros, római katolikus teológus. 2011 és 2014 között berlini, 2014 óta pedig kölni érsek. A Német Katolikus Püspöki Konferencia konzervatív kisebbségének vezető alakja.

## Élete
Rainer Maria Woelki 1956. augusztus 18-án született Kölnben kelet-poroszországi menekült szülők gyermekeként. Érettségi után filozófiát és teológiát tanult a Bonni valamint a Freiburgi Egyetemen. 1985. június 14-én szentelték pappá Kölnben, és a főegyházmegye szolgálatába rendelték. 1990-től 1997-ig Joachim Meisner bíboros személyi titkára. 1999-ben pápai kápláni címet kapott. 2003-ban nevezték ki scampai címzetes püspöknek és kölni segédpüspöknek, püspökké szentelésére 2003. március 30-án került sor a kölni dómban. 2011-ben a berlini székeskáptalan választását megerősítve XVI. Benedek berlini érseknek nevezte ki, augusztus 27-én be is iktatták. 2014. július 11-én a nyugdíjba vonult Meisner bíboros után nevezi ki Ferenc pápa a Kölni főegyházmegye élére. Beiktatása a kölni dómban 2014. szeptember 20-án volt.
2012. február 18-án XVI. Benedek pápa bíborossá kreálta, római címtemploma a San Giovanni Maria Vianney. 2012 óta a Keresztény Egység Előmozdításának Pápai Tanácsa, 2014 óta a Klérus Kongregációja, 2016 óta az Istentiszteleti és Szentségi Kongregáció tagja.

## Nézetei
Berlini kinevezését több politikus is bírálta, miután Woelki egy interjúban a homoszexualitást a „teremtés rendje elleni” támadásnak minősítette. Emellett azonban többször is a homoszexuális közösséggel való a párbeszéd fontosságát hangsúlyozta, kiemelve, hogy az "emberek személyes természetére való tekintet nélkül mindenki iránt tiszteletet és megbecsülést kell tanusítani".
Woelki ezt követően is számtalanszor kiállt a katolikus egyház vitatott tanítása mellett a homoszexualitás, a házasságon kívüli szexualitás, a nők pappászentelése és a cölibátus terén. A 2019-ben kezdődő németországi ún. szinódusi út kapcsán számtalan kritikát fogalmazott meg. Álláspontja szerint a szinódus egy protestáns egyházi parlamentre hasonlít, mely a katolikus egyház fennálló rendjét és tanítását akarja megváltoztatni, "az egésznek már semmi köze ahhoz, amit a Katolikus Egyház jelent".